# 78535 Carloconti
78535 Carloconti este un asteroid din centura principală de asteroizi.

## Descriere
78535 Carloconti este un asteroid din centura principală de asteroizi. A fost descoperit pe 6 septembrie 2002 la Campo Imperatore, în cadrul proiectului CINEOS. Asteroidul prezintă o orbită caracterizată de o semiaxă mare de 2,60 ua, o excentricitate de 0,11 și o înclinație de 14,4° în raport cu ecliptica.